# کاترین ماناساریان
کاترین ماناساریان (ارمنی: Քեթրին Մանասյան؛ انگلیسی: Catherine Manasyan؛ ۷ نوامبر ۱۹۷۷) یک بازیگر اهل ارمنستان است. وی از سال ۱۹۹۸ میلادی تاکنون مشغول فعالیت بوده‌است.

## زندگی‌نامه
وی در ۷ نوامبر ۱۹۷۷ در ایروان به دنیا آمد . 